# Victor Thell
Victor Thell, folkbokförd som Viktor Alexander Thell, född 16 mars 1991 i Allerums församling, Helsingborgs kommun, är en svensk musikproducent, låtskrivare och sångare. Han är en del av duon Smith & Thell tillsammans med Maria Jane Smith. Victor Thell driver sedan 2022 även musikförlaget Amare Publishing tillsammans med Sony Music Publishing.

## Biografi
Thell växte upp i Helsingborg och studerade vid Mega Musiks gymnasieskola. 2012 startade han duon Smith & Thell tillsammans med Maria Jane Smith. 2014 inledde Thell ett samarbete med Molly Sandén och tillsammans skrev de låten "Freak".
Smith & Thell vann 2015 pris för årets rookie artist/band på Denniz Pop Awards med bland annat Max Martin i juryn. Smith & Thell röstades också fram som "New Emerging International Artist" på Musexpo(en) i Los Angeles 2016.
I december 2016 fick Victor Thell ett av årets SKAP stipendier. Samtidigt började Thell arbeta internationellt med artister som Sunrise Avenue. 2017 producerade Thell sex låtar på Darin's album Tvillingen, vilket blev en stor framgång. Singeln "Tvillingen" hamnade 1:a i Sverige som mest spelade låt på radio år 2018.
2018 fick Smith & Thell sin första listetta i Sverige med "Forgive Me Friend", en låt som kom in på Billboard Alternative Radio i USA 2019. Sedan dess har bandet turnerat i USA med shower i San Francisco, Sacramento, Minneapolis, Los Angeles och New York. Under sin vistelse i New York spelade bandet på Forest Hills Stadium(en) tillsammans med The Head and The Heart(en), Fitz and the Tantrums(en), Young the Giant(en) och Dashboard Confessional.
År 2020 vann Thell tillsammans med Maria Jane Smith en Grammis för Årets kompositörer. 2021 nominerades Victor åter till en Grammis och samma år vann Smith & Thell Grand Prize vid International Songwriting Competition(en).

## Priser och utmärkelser
- 2015 – Denniz Pop Awards[8]

- 2016 – Musexpo(en)[24][9]

- 2017 – SKAP[25]

- 2020 – Grammis Årets kompositör[21]

- 2021 – International Songwriting Competition(en) - Grand Prize[23]

## Skrivna/producerade låtar i urval
2014
- 2014 - Molly Sandén – "Freak"[26]
- 2014 – Isac Elliot – "Parachute"[27]
- 2014 – Isac Elliot – "Glitter"[28]
- 2014 – Isac Elliot – Engine
- 2014 – Linus Svenning – Dansa sakta
- 2014 – Panetoz – Sudda
- 2014 – Smith & Thell – "Hippie Van"
- 2014 – Samir & Viktor – "Success"[29]

2015
- 2015 – Samir & Viktor – "Groupie"
- 2015 - Samir & Viktor – "Saxofuckingfon"[30]
- 2015 – Molly Sandén – "Phoenix"
- 2015 – Molly Sandén – "Like No Ones Watching"[31]
- 2015 – Molly Sandén – California Dream
- 2015 – Smith & Thell – "Statue"[32]

2016
- 2016 - Abraham Mateo – Old School
- 2016 – Samir & Viktor – Fick Feeling
- 2016 – Oscar Zia – "Human"[33]

- 2016 – Tungevaag & Raaban – "Magical"[33]
- 2016 – Smith & Thell - "ROW"[34]
- 2016 – Danny Saucedo - Snacket På Stan
- 2016 – Danny Saucedo - Vaknat
- 2016 – Danny Saucedo - För Kärlekens Skull

2017
- 2017 - Alessia Cara - Scars To Your Beautiful (NOTD Remix)
- 2017 - Shawn Mendes - There's Nothing Holding Me Back (NOTD Remix)
- 2017 - Darin - Ja Må Du Leva
- 2017 - Don Diablo - Save A Little Love"[35][ej i angiven källa]
- 2017 - Molly Sandén - "Rygg Mot Rygg"[36]
- 2017 - Smith & Thell - Soulprints
- 2017 - Sunrise Avenue - "I Help You Hate Me"[33]
- 2017 - Sunrise Avenue - "Question Marks"[33]
- 2017 - Sunrise Avenue - "Somebody Like Me"[33]
- 2017 - Sunrise Avenue - "Afterglow"[33]
- 2017 - Sunrise Avenue - "Beautiful"[33]
- 2017 - Sunrise Avenue - "Heartbrake Century"[33]
- 2017 - Anastacia - "My Everything"[33]
- 2017 - Darin - Tvillingen
- 2017 - Julie Bergan - Incapable
- 2017 - Darin - Mardröm feat Smith & Thell
- 2017 - Darin - Palmerna I Stan
- 2017 - Smith & Thell - Toast

2018
- 2018 - R3hab & Mike Williams - Lullaby
- 2018 - Alan Walker - Ignite
- 2018 - Molly Sandén - Sand
- 2018 - Molly Sandén - Större
- 2018 - NOTD feat Bea Miller - I Wanna Know (Acoustic)
- 2018 - Gryffin - Just For A Moment
- 2018 - Christopher - Monogamy
- 2018 - Linnea Henriksson - Heroes
- 2018 - Smith & Thell - Forgive Me Friend

2019
- 2019 - Ava Max - So Am I
- 2019 - Victor Leksell - Ha Dig Igen
- 2019 - Smith & Thell - Hotel Walls

2020
- 2020 - Ava Max - Take You To Hell
- 2020 - Smith & Thell - Goliath
- 2020 - Smith & Thell - Year Of The Young
- 2020 - Molly Sandén feat Newkid - Jag Mår Bra Nu
- 2020 - NOTD feat Catello - Nobody
- 2020 - Newkid - Mitt Hjärta Ba Sviker Mig
- 2020 - Now United - One Love (with R3HAB)
- 2020 - Smith & Thell - Nangilima

2021
- 2021 - Alok - Wherever You Go (feat. John Martin)
- 2021 - Jennifer Lopez, Jauw Alejandro - Cambia El Paso
- 2021 - Alan Walker, Conor Maynard - Believers
- 2021 - Sandro Cavazza & Georgia Ku - Love To Lose
- 2021 - Sam Feldt - Call On Me (feat. Georgia Ku)
- 2021 - NEFFEX - Are You Ok?
- 2021 - AREA21, Martin Garrix, Maejor - Lovin’ Every Minute
- 2021 - NEA, shy martin - No Regrets
- 2021 - Molly Sandén - Nån annan nu
- 2021 - Molly Sandén - Vi ska aldrig gå hem

2022
- 2022 - Smith & Thell - I Feel It in the Wind
- 2022 - Molly Sandén - Vi:et i vinsten
- 2022 - R3HAB - My Pony